# Saison 4 de Cold Case : Affaires classées
Chronologie
Saison 3 Saison 5
Cet article présente le guide de la quatrième saison de la série télévisée américaine Cold Case : Affaires classées.

## Distribution de la saison

### Acteurs principaux
- Kathryn Morris (V. F. : Stéphanie Lafforgue) : Lillian « Lilly » Rush
- Danny Pino (V. F. : Xavier Fagnon) : Scotty Valens
- John Finn (V. F. : Jean-Luc Kayser) : John Stillman
- Jeremy Ratchford (V. F. : Bruno Dubernat) : Nick Vera
- Thom Barry (V. F. : Gérard Dessalles) : Will Jeffries
- Tracie Thoms (V. F. : Ilana Castro) : Kat Miller

### Acteurs récurrents et invités
- Kyle Gallner : Cameron Coulter en 1995 (épisode 1)
- Michael Trevino : Zack en 1995 (épisode 1)
- Nestor Carbonell : Mike Valens (épisode 2, 6 et 7)
- Kristin Bauer : Paula en 2004/2006 (épisode 2)
- Bitsie Tulloch : Tara Kozlowski en 2004/2006 (épisode 2)
- Kathrine Narducci : Brenda en 2004/2006 (épisode 2)
- Tim DeKay : Geoffrey "Geoff" Taylor en 2004/2006 (épisode 2)
- Neil Jackson : John Donovan en 1947/1948 (épisode 3)
- Enuka Okuma : Alice Stallworth en 1947/1948 (épisode 3)
- L. Scott Caldwell : Alice Stallworth en 2006 (épisode 3)
- Jake Abel : Douglas "Doug" Sommer en 2003/2006 (épisode 5)
- Julie Adams : Dorothy "Dottie" Mills en 2006 (épisode 6)
- Sarah Drew : Jennifer "Jenny" Mills en 1958 (épisode 6)
- George Newbern : Bill Huxley en 1979 (épisode 7)
- Robert Pine : Carl Bradley en 2006 (épisode 7)
- Annie Wersching : Libye Bradley en 1979 (épisode 7)
- Chad Everett : Jimmy Bruno en 2006 (épisode 10)
- Charles Mesure : Tom McCree en 1968 (épisode 10)
- Sonja Sohn : Toni Halstead (épisode 10, 12, 13 et 14)
- Leon Russom : Owen Murphy en 2006 (épisode 10)
- David Henrie : Dave Wilson en 1975 (épisode 8)
- Robert Picardo : Arthur Lennox en 2005/2006 (épisode 12)
- Donna Mills : Lauren Williams en 1996 (épisode 13)
- Perry King : Stanford Williams en 1996/2007 (épisode 13)
- Tristan Wilds : Skill Jones en 2002 (épisode 14)
- Ernie Hudson : Moses Jones en 2002/2007 (épisode 14)
- Jamie Bamber : Jack Kimball en 1981 (épisode 15)
- Kelly Overton : Johanna Kimball en 1981 (épisode 15)
- Sam Trammell : Porter Rawley en 1981 (épisode 15)
- Bruce Boxleitner : Huck Oberland en 2007 (épisode 16)
- Vanessa A. Williams : Crystal Stacy en 2007 (épisode 17)
- Greg Finley : Grant Hall en 1984 (épisode 17)
- Tanya Chisholm : Crystal Stacy en 1984 (épisode 17)
- Jennifer Lawrence : Abby Bradford en 2007 (épisode 18)
- Paula Malcomson : Marlene Bradford en 1999 (épisode 18)
- Faran Tahir : Anil Patel en 1999/2007 (épisode 18)
- Mitch Pileggi : Mitch Hathaway en 2007 (épisode 19)
- Annalynne McCord : Becca Abrams en 1997 (épisode 20)
- Lauren Woodland : Becca Abrams en 2007 (épisode 20)
- Drew Powell : Casey Evans en 2007 (épisode 20)
- Angela Sarafyan : Philippa Abruzzi en 1919 (épisode 21)
- Rebecca Wisocky : Alice B. Harris en 1919 (épisode 21)
- Helena Mattsson : Kateryna Yechenko en 2005/2007 (épisode 22)
- Ksenia Solo : Lena en 2005/2007 (épisode 22)
- Justina Machado : Amelia Flores en 1999/2007 (épisode 23)

## Épisodes

### Épisode 1:De sang froid
- États-Unis /  Canada : 24 septembre 2006 sur CBS / CTV[1]

- États-Unis : 16,27 millions de téléspectateurs[2] (première diffusion)
- Canada : 1,316 million de téléspectateurs[3]

- Kyle Gallner (Cameron Coulter)
- Will Rothhaar (Neal Hanlon)
- Martin Spanjers (Davie Shulman, 1995)
- David Clayton Rogers (Davie Shulman, 2006)
- Johnny Pacar (Dayton Moore, 1995)
- Patrick Scott Lewis (Dayton Moore, 2006)
- Jeanette Brox (Tina)
- Lori Harmon (Mme. Coulter)
- Grainger Hines (Jim Coulter)
- Arnell Powell (Barry Lewis)
- Michael Trevino (Zack)
- Kenneth Allen Johnson (Joseph Shaw)

- I Will Refuse - Pailhead (en)
- Bullet with butterfly wings - The Smashing Pumpkins
- A Girl Like You - Edwyn Collins
- Hey Man, Nice Shot - Filter
- Glycerine - Bush
- One of Us - Joan Osborne

### Épisode 2:Le Revers de la médaille
- États-Unis /  Canada : 1er octobre 2006

- États-Unis : 14,43 millions de téléspectateurs[4] (première diffusion)
- Canada : 1,137 million de téléspectateurs[5]

- Lesley Fera (Dana Taylor)
- Gigi Goff (Lindsey Taylor, 2004)
- Lily Goff (Lindsey Taylor, 2006)
- Kristin Bauer (Paula)
- Tim DeKay (Jeffrey "Jeff" Taylor)
- Brian Gross (Tommy Kelly)
- Kathrine Narducci (Brenda)
- Michael Wiseman (Charles Kozlowski)
- ? (Penny Kozlowski)
- Bitsie Tulloch (Tara Kozlowski)
- Camillia Sanes (Alégria Valens)
- Aramis Knight (Emilio Valens)
- Nestor Carbonell (Mike Valens)
- Kenneth Allen Johnson (Joseph Shaw)

Le 21 février 2004, c'est l'anniversaire de la caporale Dana Taylor, 30 ans. Elle part comme soldat en Irak. Quelques mois plus tard, elle est de retour de la guerre d'Irak. Elle retrouve à Philadelphie son mari, Jeffrey et sa fille, Lindsey. Elle revient avec un bras en moins et un syndrome post-traumatique. Elle disparaît en octobre 2004. Aujourd'hui, sa prothèse ainsi que son corps sont découverts au fond du fleuve. Les indices laissent penser que c'est un meurtre.
Côté privé :  Valens est en congé. Il est chez son frère Mike pour qu'il témoigne contre un prédateur sexuel car il fait partie de la liste des témoins. 
Kat est avec sa fille Veronika. 
- White Houses - Vanessa Carlton
- White Flag - Dido
- Chocolate - Snow Patrol
- Bullet And A Target - Citizen Cope
- Turn Time Around - Nyles Lannon (en)
- Grazed Knees - Snow Patrol
- Little By Little - Oasis

### Épisode 3:Au fond du trou
- États-Unis /  Canada : 8 octobre 2006

- États-Unis : 13,72 millions de téléspectateurs[6] (première diffusion)
- Canada : 966 000 téléspectateurs[7]

- Neil Jackson (John Donovan)
- Enuka Okuma (Alice Stallworth, 1947-1948)
- L. Scott Caldwell (Alice Stallworth, 2006)
- Lee Burns (Robert "Bobby" McCallister, 1947-1948)
- Jack McGee (Robert "Bobby" McCallister, 2006)
- Ryan Cutrona (en) (Eamon McCallister)
- Brennan Elliott (Ray)
- Kenneth Allen Johnson (Joseph Shaw)

Le dimanche 28 avril 1948, John Donovan, un terrassier dans les mines disparait sans laisser de traces lors d'une explosion dans une mine. Aujourd'hui, ses ossements sont découverts dans les ruines d'un tunnel. Il ne s'agissait pas d'un éboulement accidentel car il y a des traces d'explosion. La victime avait pris la tête du syndicat des mineurs au moment de sa mort, ce qui ne plaisait pas à certaines personnes. Il était en conflit avec le patron car il voulait organiser une grève. 
John Boomer Donovan a été tué par jalousie. 
- Sixteen Tons - Big Bill Broonzy
- John the Revelator - Son House
- Move It On Over - Hank Williams
- Buzz Me - Louis Jordan
- I Wonder - Louis Armstrong
- That Lucky Old Sun (Just Rolls Around Heaven All Day) - Louis Armstrong

### Épisode 4:Baby Blues
- États-Unis /  Canada : 15 octobre 2006

- États-Unis : 13,97 millions de téléspectateurs[8] (première diffusion)
- Canada : 1,532 million de téléspectateurs[9]

- Kim Murphy (Molly Felice, 1982)
- Susan Blakely (Molly Felice, 2006)
- Brian Bloom (Roger Felice, 1982)
- Robin Thomas (Roger Felice, 2006)
- Margaret Easley (Stella Bobker, 1982)
- Linda Gehringer (Stella Bobkler, 2006)
- Patricia de Leon (en) (Marta Chavez, 1982)
- Jill Remez (en) (Marta Chavez, 2006)
- Susan Chuang (Frannie Ching)
- Brennan Elliott (Ray Williams)
- Mark Famiglietti (Devon)

- Somebody's Baby - Jackson Browne
- Shining Star - The Manhattans
- Harden My Heart - Quarterflash
- Only the Lonely - The Motels
- In the Air Tonight - Phil Collins
- Open Arms - Journey

### Épisode 5:Sauver Sammy
- États-Unis /  Canada : 22 octobre 2006

- États-Unis : 14,81 millions de téléspectateurs[10] (première diffusion)
- Canada : 1,355 million de téléspectateurs[11]

- Andrew Borba (Steve Harris)
- Elyse Mirto (Lisa Harris)
- Cole Petersen (Brent Harris)
- Saige Thompson (Ruby Harris)
- Jake Abel (Doug Sommer)
- Greg Cipes (Greg Wells)
- Brennan Elliott (Ray Williams)
- Peter MacKenzie (Mr Harvey)
- Kenny Johnson (Joseph Shaw)

- Calling All Angels - Train
- Blurry - Puddle of Mudd
- Someday - Nickelback
- Love Pollution - Feeder
- Wonderwall - Ryan Adams
- In My Place - Coldplay

### Épisode 6:Scarlet Rose
- États-Unis /  Canada : 29 octobre 2006

- États-Unis : 14,16 millions de téléspectateurs[12] (première diffusion)
- Canada : 1,449 million de téléspectateurs[13]

- Charles Esten (John "The Hawk" Hawkins)
- Cari Shayne (Dorothy "Dottie" Mills, 1958)
- Julie Adams (Dorothy "Dottie" Mills, 2006)
- Sarah Drew (Jennifer "Jenny" Hawkins en 1958)
- Rutanya Alda (Jennifer "Jenny" Monahan, 2006)
- Eric Jungmann (Timmy 'Bones' Hamlin, 1958)
- Richard Roat (Tim Hamlin, 2006)
- Adam Chambers (Tom Bergin)
- Allen Alvarado (Young Scotty Valens)
- Lorenzo James Henrie (Young Mike Valens)
- Nestor Carbonell (Mike Valens)

Le 29 aout 1958, John Hawk, un célèbre animateur radio meurt d'une balle dans la tête durant son émission dans le studio. La police conclut à un suicide. Aujourd'hui, Tom Bergin, un réalisateur qui tourne un documentaire sur la victime vient voir Stillman et Lily. Il est en possession de l'enregistrement de l'émission du soir de la mort et en améliorent la qualité du son, on entend des bruits de pas et une porte qui claque après le coup de feu.
C'est donc un meurtre. 
- Say Mama - Gene Vincent
- Dottie - Danny & the Juniors
- Rock the Joint - Bill Haley
- Be-Bop-A-Lula - Gene Vincent
- Ready Teddy - Little Richard
- Problems - The Everly Brothers
- Scarlet Rose (composition originale pour l'épisode : paroles, Gary Whitney Harris et Michel Levine, musique, Gary Haase, interprétée par AleXa et les musiciens du studio de New York).

### Épisode 7:La Clé
- États-Unis /  Canada : 5 novembre 2006

- États-Unis : 13,96 millions de téléspectateurs[14] (première diffusion)
- Canada : 1,246 million de téléspectateurs[15]

- Annie Wersching (Libye Bradley)
- Matthew Glave (Carl Bradley, 1979)
- Robert Pine (Carl Bradley, 2006)
- Tay Blessey (Hélène Bradley, 1979)
- Ele Keats (Hélène Bradley, 2006)
- Allison Dunbar (Allison Huxley, 1979)
- Diane Cary (Allison Huxley, 2006)
- George Newbern (Bill Huxley, 1979)
- J. Patrick McCormack (Bill Huxley, 2006)
- Mark L. Young (Jed Huxley, 1979)
- Ben Bode (Jed Huxley, 2006)
- Jay Huguley (Joe Livingston, 1979)
- Eugene Robert Glazer (Joe Livingston, 2006)
- Angela Little (Julie Livingston, 1979)
- Bonnie Root (ADA Alexandra Thomas)
- Darwin Harris (Will Jeffries, 1979)
- Allen Alvarado (Scotty Valens, 1983)
- James Henrie (Mike Valens, 1983)
- Nestor Carbonell (Mike Valens, 2006)

Le 26 février 1979, le corps de Libye Bradley, une institutrice, était retrouvé dans les bois. La victime est morte poignardée. À l'époque, cette affaire était l'une des premières de Will en tant qu'inspecteur. Il avait promis à Hélène, la fille de la victime de retrouver l'assassin mais il n'a pas su tenir sa promesse. Il est resté en contact avec elle depuis 27 ans. Aujourd'hui, le manteau de Libye est découvert dans un arbre, ainsi que des clés de voitures, sauf que d'après Hélène, sa mère ne savait pas conduire. À qui sont les clés ? Grâce à ça, on découvre que Libye et Carl, son mari participaient aux soirées échangistes avec le voisinage.
Côté privé : le chef veut voir Scotty car le substitut du procureur lui demande de l'aider. Le frère de Scotty doit témoigner.
- Best of My Love - The Emotions
- Sharing the Night Together - Dr. Hook
- Babe - Styx
- Makin' It - David Naughton
- When I Need You - Leo Sayer
- Broken Hearted Me - Anne Murray

### Épisode 8:Un conte de fées
- États-Unis /  Canada : 12 novembre 2006

- États-Unis : 14,77 millions de téléspectateurs[16] (première diffusion)
- Canada : 1,306 million de téléspectateurs[17]

- Savannah Stehlin (Melanie Campbell, 1975)
- Shannon Sturges (Melanie Campbell / Jennifer Robinson, 2006)
- Becky Meister (Frances Campbell, 1975)
- Jenny O'Hara (Frances Campbell, 2006)
- ? (Norman Campbell, 1975)
- John Aylward (Norman Campbell, 2006)
- Gabby Soleil (Cherise Pierce, 1975)
- Judith Scott (Cherise Pierce, 2006)
- Dee Jay Daniels (Terrell Pierce, 1975)
- Bobby Hosea (Terrell Pierce, 2006)
- David Henrie (Dale Wilson, 1975)
- Richard Steinmetz (Dale Wilson, 2006)
- Johnny Kastl (Wes Floyd, 1975)
- Wolf Muser (Wes Floyd, 2006)

En 1975, Mélanie Campbell, une fillette de 8 ans disparait de sa chambre durant la nuit. La police pense à un kidnapping. Une ballerine est découverte dans les bois mais aucun corps n'a jamais été retrouvé. La police suppose que la fillette a été tuée. Aujourd'hui, un ancien facteur vient de décéder. Il était raciste et refusait de donner le courrier aux noirs du quartier dans les années 1970. Dans ces courriers, on retrouve une lettre de Mélanie envoyée le jour de sa disparition à Cherry Pierce, sa meilleure amie noire. Cette lettre est un appel à l'aide.
- Tin Man - America
- Love Train - The O'Jays
- Living for the City - Stevie Wonder
- The Best Thing That Ever Happened to Me - Gladys Knight
- Thats the Way of the World - Earth, Wind & Fire
- Landslide - Fleetwood Mac

### Épisode 9:Lune de miel
- États-Unis /  Canada : 19 novembre 2006

- États-Unis : 14,53 millions de téléspectateurs[18] (première diffusion)
- Canada : 1,197 million de téléspectateurs[19]

- Emily Nelson (Martha Puck)
- Bruno Campos (Ramon Delgado, 1989/2006)
- Mary-Pat Green (Eugenia Karpathian, 1989/2006)
- Richard Harter (Reverend Love, 1989)
- Mark Beltzman (Reverend Love, 2006)
- Cindy Ambuehl (Stephanie Levine)
- Jennifer Manley (Buella Stifler)
- Oren Williams (Andre Halstead)

- The Look - Roxette
- I'll Always Love You - Taylor Dayne
- Hungry Eyes - Eric Carmen
- (I Just) Died in Your Arms - Cutting Crew
- Love Shack - The B-52's
- Alone - Heart

### Épisode 10:Partenaires
- États-Unis /  Canada : 3 décembre 2006

- États-Unis : 14,11 millions de téléspectateurs[20] (première diffusion)
- Canada : 1,402 million de téléspectateurs[21]

- Shane Johnson (Sean "Coop" Cooper)
- Brian Hallisay (Jimmy Bruno, 1968)
- Chad Everett (Jimmy Bruno, 2006)
- Kristi Clainos (Eileen Bruno, 1968)
- Toni Sawyer (Eileen Bruno, 2006)
- Conor O'Farrell (Brogan "Sarge" Cooper, 1968)
- Nicolas Coster (Brogan "Sarge" Cooper, 2006)
- Rob Swanson (Owen Murphy, 1968)
- Leon Russom (Owen Murphy, 2006)
- Charles Mesure (Thomas "Tom" McCree, 1968)
- William Lucking (Thomas "Tom" McCree, 2006
- Hans Howes (Leon Croll)
- Christian Keiber (Teddy Burke)
- Dennis Mooney (le prêtre)
- Sonja Sohn (Toni Halstead)
- Oren Williams (Andre Halstead)

En 1968, Sean Cooper, un officier de police, était abattu dans son véhicule lors d'une patrouille. Aujourd'hui, Lily et Stillman se rendent à la prison. Leon Croll, un des prisonniers, dit avoir des infos sur le meurtre de Sean. Il affirme être arrivé le premier sur la scène de crime et avoir trouvé de l'héroïne dans la voiture. Il laisse penser que la victime était un flic pourri. L'équipe interroge les policiers de cette époque et découvre que les partenaires étaient plus proches qu’il n’y paraissait.
- Happy Together - The Turtles
- Love Me Two Times - The Doors
- Pictures of Matchstick Men - Status Quo
- Slip Away - Clarence Carter
- White Room - Cream
- My Back Pages - The Byrds
- "Daydream believer" - The Monkees

### Épisode 11:Cowboys solitaires
- États-Unis /  Canada : 10 décembre 2006

- États-Unis : 14,05 millions de téléspectateurs[22] (première diffusion)
- Canada : 1,283 million de téléspectateurs[23]

- Shaun Benson (Truck Sugar)
- Sean Bridgers (Ty Sugar)
- Polly Shannon (Lucille "Honey" Sugar)
- Travis Howard (Dusty Ray)
- Dorie Barton (Charlene)
- Tamara Braun (Edie Lowe)
- Tara Buck (Kylie)
- Louis Giambalvo (Ed Garret)
- Steve Rankin (Lt. Wayne "Big Daddy" Brown)

Uniquement des chansons de Tim McGraw, sauf la dernière :
- Just to See You Smile
- Something Like That
- All I Want Is A Life
- I Do But I Don't
- For A Little While
- The Cowboy In Me
- Drugs or Jesus
- I've Got Friends That Do
- Counting My Lucky Stars - Mike Stinson

### Épisode 12:Fight club
- États-Unis /  Canada : 7 janvier 2007

- États-Unis : 14,12 millions de téléspectateurs[24] (première diffusion)
- Canada : 1,232 million de téléspectateurs[25]

- Marshall Allman (James Hoffman)
- Michael Bofshever (Darren Hoffman)
- Jenna Gavigan (Alexa Hoffman)
- Michael William Freeman (Cole "Ares" Palmer)
- Adam Hendershott (Lucas Gladwell)
- Robert Picardo (Arthur Lennox)
- Jake McDorman (Tanner Lennox)
- Tony Pasqualini (Emmerich)
- Sonja Sohn (Toni Halstead)

En 2005, James Hoffman, un lycéen de 17 ans, boursier d'une école privée pour garçons, disparait sans laisser de traces. Une année plus tard, sa sœur Alexa vient voir Lily et Miller. Elle a découvert une vidéo de son frère sur internet dans laquelle on le voit se battre. Grâce à la vidéo, on identifie le lieu du combat : une brasserie abandonnée dans le ghetto. Là-bas, on retrouve le corps de James dans un tonneau derrière la brasserie.
- Chariot - Gavin Degraw
- Beverly Hills - Weezer
- Sex Lines Are Expensive Comedy Drive-By Argument (en)
- Such Great Heights - The Postal Service
- Plans - Bloc Party
- Falls on Me - Fuel
- How to Save a Life - The Fray

### Épisode 13:Noir total
- États-Unis /  Canada : 14 janvier 2007

- États-Unis : 14,53 millions de téléspectateurs[26] (première diffusion)
- Canada : 1,246 million de téléspectateurs[27]

- Donna Mills (Lauren Williams)
- Perry King (Stanford Williams)
- Scott Holroyd (Tad Williams)
- Kate Norby (Virginia "Ginny" Williams)
- Dylan Michael Patton (Matthew "Matt" Merriman, 1996)
- Julian Bailey (Matthew "Matt" Merriman, 2007)
- Lindsey McKeon (Diane Gilbert)
- Oren Williams (Andre Halstead)
- Sonja Sohn (Toni Halstead)

En 1996, Lauren Williams, s'invite chez Stanford, son ex-mari, pour fêter les 13 ans de son petit-fils, Matthew Merriman. Le lendemain matin, elle est découverte morte noyée dans la piscine. La police conclut à une noyade accidentelle car la victime était ivre. Aujourd'hui, Lily et Scotty sont contactés par le nouveau propriétaire de la maison car il a fait une drôle de découverte. Sous le plongeoir de la piscine, il y a des traces de griffures et quand Scotty vérifie, il découvre un des ongles de Lauren. Cela laisse penser qu'elle a été noyée de force.
- One Headlight - The Wallflowers
- World I Know - Collective Soul
- Bang and Blame - R.E.M.
- December - Collective Soul
- Typical Situation - Dave Matthews Band
- Name - The Goo Goo Dolls

### Épisode 14:Coup double
- États-Unis : 28 janvier 2007

- États-Unis : 15,13 millions de téléspectateurs[28] (première diffusion)

- Alexa Nikolas (Madison Reed)
- Lucinda Jenney (Shirley Reed)
- Tristan Wilds (Skill Jones)
- Ernie Hudson (Moses Jones)
- Jeremiah Birkett (Toomey Nelson)
- Jodi Carlisle (Miss Boyd)
- Graham Hamilton (Gabriel "Gibby" Hanes)
- Thomas Kasp (Michael Ellis, 2002)
- Jordan Potter (Michael Ellis, 2007)
- Sonja Sohn (Toni Halstead)

En 2002, deux meurtres ont lieu exactement au même moment dans deux quartiers complètement opposés de la ville. Exactement à 8 h 03 du matin. Le premier meurtre s'est produit dans une école privée du quartier bourgeois de Chesnut Hill, la victime est Madison Reed, âgée de 15 ans. Le second a lieu dans le ghetto sur le parking d'un lycée, la victime est Skill Jones, un dealeur également âgé de 15 ans. À l'époque, Miller était la première sur les lieux et a vu Skill mourir sous ces yeux. En voyant que ces deux meurtres ont eu lieu exactement au même moment, elle pense qu'il pourrait y avoir un lien.
Uniquement des chansons de U2 :
- Beautiful Day
- Window in the Skies
- Stuck in a Moment You Can't Get Out of
- Bad
- MLK
- With or Without You

### Épisode 15:Nos années hippies
- États-Unis : 18 février 2007

- États-Unis : 11,60 millions de téléspectateurs[29] (première diffusion)

- Jamie Bamber (Jack Kimball)
- Kelly Overton (Johanna Kimball, 1981)
- Bess Wohl (Sara Lowell, 1981)
- Cindy Pickett (Sara Lowell / Johanna Kimball, 2007)
- Sam Trammell (Porter Rawley, 1981)
- Patrick St. Esprit (Porter Rawley, 2007)
- Scott Michael Campbell (Tom "Z" Zimmerman, 1981)
- Sam McMurray (Tom "Z" Zimmerman, 2007)
- Melinda Page Hamilton (Janie Stillman)
- William B. Jackson (Roger McBride)
- Raymond Ochoa (Sean)
- Doug Spinuzza (Louie Amante)

Uniquement des chansons de Bob Dylan :
- The Times They Are A-Changin
- All Along the Watchtower
- Ballad of a Thin Man
- Thunder on the Mountain
- Positively Fourth Street
- Knockin' on Heaven's Door
- Simple Twist of Fate
- Like a Rolling Stone

### Épisode 16:Un rayon de soleil
- États-Unis /  Canada : 4 mars 2007

- États-Unis : 13,13 millions de téléspectateurs[30] (première diffusion)
- Canada : 1,413 million de téléspectateurs[31]

- Johanna Braddy (Hilary West)
- Andy Fischer-Price (Huck Oberland, 1964)
- Bruce Boxleitner (Huck Oberland, 2006)
- Michelle Page (Karen Watson, 1964)
- Sandy Martin (Karen Watson, 2007)
- Patricia Place (Patricia West, 2007)
- Bree Pavey (Sœur Margaret, 1964)
- Georgann Johnson (Sœur Margaret, 2007)
- Jillian Boyd (Barbara Lakey)

Le 22 mars 1964, Hilary West, une adolescente de 17 ans est conduite par ses parents au foyer Sainte-Marie pour jeunes adolescentes enceintes. Là-bas, elle met au monde une petite fille qui sera confiée à l'adoption. Hilary meurt la nuit de sa naissance en mai 1964, elle est retrouvée morte dans les bois, le crâne fracassé avec une pierre. Aujourd'hui, sa fille Barbara, désormais adulte aimerait savoir ce qui est arrivé à sa mère biologique.
 
- Baby love - The Supremes
- Stand by me - Ben E. King
- Baby I need your loving - The Four Tops
- Where did our love go? - The Supremes
- Losing you - Brenda Lee
- You are my sunshine - Carly Simon

### Épisode 17:Talents fraternels
- États-Unis /  Canada : 11 mars 2007

- États-Unis : 15,45 millions de téléspectateurs[32] (première diffusion)
- Canada : 1,59 million de téléspectateurs[33]

- Nathan Halliday (Maurice Hall)
- Greg Finley (Grant Hall, 1984)
- Don Swayze (Grant Hall, 2007)
- Chris Mulkey (Patrick "Pat" Hall 1984/2007)
- Tanya Chisholm (Crystal Stacy 1984)
- Vanessa A. Williams (Crystal Stacy, 2007)
- Obba Babatundé (Dr. Octavius Leroy 1984/2007)
- Mauricio Mendoza (Carlos Garcia, 2007)
- John Diehl (Isaac Keller)

- Heat of the Moment - Asia
- Behind The Mask - Luscious Redhead
- Self Control - Laura Branigan
- Through the Fire - Chaka Khan
- I'm Free (Heaven Help The Man) - Kenny Loggins
- Ain't Nobody - Rufus et Chaka Khan
- I Want To Know What Love Is - Foreigner

### Épisode 18:Billet de l'espoir
- États-Unis /  Canada : 18 mars 2007

- États-Unis : 15,09 millions de téléspectateurs[34] (première diffusion)
- Canada : 1,341 million de téléspectateurs[35]

- Paula Malcomson (Marlène Bradford)
- Darcy Rose Byrnes (Abby Bradford, 1999)
- Jennifer Lawrence (Abby Bradford, 2007)
- Channing Nichols (Natalie Bradford, 1999)
- Melinda Dahl (Natalie Bradford, 2007)
- John Diehl (Isaac Keller)
- Billy Gallo (Tony)
- Gloria Garayua (Vita Chacon)
- Holmes Osborne (Vincent Hopper)
- Faran Tahir (Anil Patel)

- Home - Sheryl Crow
- Here with Me - Dido
- Those Final Feet - Cowboy Junkies
- Something That You Do - Emma Burgess
- Witness - Sarah McLachlan
- Breakable - Fisher
- Angel - Sarah McLachlan

### Épisode 19:Voleur d'enfance
- États-Unis : 25 mars 2007

- États-Unis : 13,91 millions de téléspectateurs[36] (première diffusion)

- Rick Ravanello (Mitch Hathaway, 1987)
- Mitch Pileggi (Mitch Hathaway, 2007)
- Amy Stewart (Tara Hathaway, 1987)
- Jordan Baker (Tara McClaughlin, 2007)
- Colton Parsons (Damon Childress, 1987)
- Sean Whalen (Damon Childress, 2007)
- Kale Browne (Cliff Burrell, 1987)
- Stephanie Manglaras (Linda Burrell, 1987)
- Bonnie Root (Procureur Alexandra Thomas)

Le 9 mai 1987, Clayton Hathaway, un garçon de 6 ans, disparait en faisant du vélo alors qu'il était sous la surveillance de son père. Il est retrouvé mort étranglé et violé sur un chantier de construction. Son père, Mitchell Hathaway, est accusé du meurtre puis inculpé et condamné.
Il y a quelques semaines, son père est libéré de prison grâce à de nouvelles preuves ADN. Aujourd'hui, Lily et Scotty arrivent sur une scène de crime, Arnold Dixon, un homme de 55 ans soupçonné de pédophilie a été poussé d'un immeuble de 20 étages. Le tueur est Mitch, il dit qu'il continuera à tuer tant qu'on n'arrêtera pas l'assassin de son fils.
- Bizarre Love Triangle - New Order
- Shattered Dreams - Johnny Hates Jazz
- Little Lies - Fleetwood Mac
- A Forest - The Cure
- Precious Pain - Melissa Etheridge
- Never Surrender - Corey Hart

### Épisode 20:Électron libre
- États-Unis : 1er avril 2007

- États-Unis : 13,23 millions de téléspectateurs[37] (première diffusion)

- Whitney Able (Rainey Karlsen, 1997)
- Annalynne McCord (Becca Abrams, 1997)
- Lauren Woodland (Becca Abrams, 2007)
- Ken Lucky (Casey Evans, 1997)
- Drew Powell (Casey Evans 2007)
- Aviva Baumann (Celeste Church, 1997)
- Veronica Lauren (Celeste Church, 2007)
- Jonathon Trent (Joe Vives-Alvarez, 1997)
- Adam LaVorgna (Joe Vives-Alvarez, 2007)
- Charlyne Yi (Doreen, 1997)
- Robin Pearson Rose (Elizabeth Karlsen)
- Joseph McKelheer (Coach Pruit)

- Plowed - Sponge
- Wannabe - Spice Girls
- Something's Always Wrong - Toad The Wet Sprocket
- Crazy Life - Toad The Wet Sprocket
- Doll Parts - Hole
- High and Dry - Radiohead

### Épisode 21:Suffragettes
- États-Unis : 8 avril 2007

- États-Unis : 11,33 millions de téléspectateurs[38] (première diffusion)

- Erin Cahill (Frances May Stone, 1919)
- Zach Grenier (Ambrose Stone, 1919)
- Carolyn McCormick (Elizabeth Stone, 1919)
- Tyler Kain (Emma Stone)
- Rebecca Wisocky (Alice B. Harris, 1919)
- Rachel Nicole Hamilton (Audrey Abruzzi, 1919)
- Ellen Albertini Dow (Audrey Abruzzi, 2007)
- Angela Sarafyan (Philippa Abruzzi, 1919)
- McNally Sagal (Janice Warner)

- Alexander's Ragtime Band - Bessie Smith
- You Made Me Love You - Al Jolson
- Some Of These Days - Sophie Tucker
- There'll Be Some Changes Made - Sophie Tucker
- Dead Man Blues - Jelly Roll Morton
- After You've Gone - Sophie Tucker
- Stardust - Hoagy Carmichael

### Épisode 22:Trafic Inhumain
- États-Unis : 15 avril 2007

- États-Unis : 12,19 millions de téléspectateurs[39] (première diffusion)

- Brad William Henke (Mike Chulaski)
- Michael Massee (Kiril)
- Helena Mattsson (Kateryna Yechenko)
- Vyto Ruginis (Roy Gardocki)
- Ksenia Solo (Lena)
- Brenda Wehle (Lilya Boyka)
- Bonnie Root (Alexandra Thomas)
- Meredith Baxter (Ellen Rush)

En 2005, Mike Chulaski, un docker de 35 ans est retrouvé mort dans une chambre de motel, le crâne fracassé avec une lampe. La police conclut à un meurtre commis par une prostituée mais n'a jamais su expliquer les marques de brûlures de cigarettes sur les pieds.
Sa fierté était d'avoir restauré un superbe bateau qui a disparu après sa mort. Il avait trouvé des femmes enfermées dans un container et emmené une jeune fille car elle était malade. Mais il s'oppose à Nachalnik, qui organise du trafic humain sur les docks.
Aujourd'hui, Stillman est contacté par le FBI. Ils sont à la recherche de Nachalnik, un chef de la mafia russe. Celui-ci est en ville car le corps d'une jeune fille a été découvert dans le fleuve. Elle est identifiée comme est-européenne grâce à ses dents et les brûlures sur les pieds sont la marque de fabrique du mafieux. Stillman fait le lien avec le meurtre du docker.
Il connait bien le milieu des dockers, il y a travaillé quand il était jeune.
- Maybe Tomorrow - Stereophonics
- Let There Be Love - Oasis
- Good Is Good - Sheryl Crow
- Walking 2 Hawaii - Tom McRae
- Rewind - Stereophonics
- Fix You - Coldplay

### Épisode 23:La Bonne Mort
- États-Unis : 29 avril 2007

- États-Unis : 12,14 millions de téléspectateurs[40] (première diffusion)

- Anthony Starke (Jay Dratton)
- Lynda Boyd (Caroline Dratton)
- Trent Gill (Thomas "Tommy" Dratton, 1998)
- Reston Williams (Tommy Dratton, 2007)
- Aaron Lustig (Dr. Lason, 1998)
- Marcus Giamatti (Larry Kennick)
- Justina Machado (Amelia Flores)
- Ned Vaughn (Phil Wingeter)
- Meredith Baxter (Ellen Rush)

En mai 1998, Jay Dratton, un riche gestionnaire de société d'investissement autodidacte de 40 ans prend la tête d'une entreprise. Mais il découvre qu'il est atteint d'une tumeur au cerveau. Le 28 juin 1998, il décède à l'hôpital. En 2006, Larry Kennick, un des infirmiers de l'hôpital vient d'avouer avoir euthanasié 6 patients au cours des 10 dernières années en leur injectant des fortes doses de morphine. Frannie, la légiste étudie tous les décès durant les gardes de l'infirmier. Elle découvre le cas de Jay sauf que Larry nie l'avoir tué.
L'équipe rouvre le dossier. Elle découvre que Jay, arriviste sans scrupule, collectionnait les ennemis au rang desquels figuraient sa femme Caroline et son fils Tommy, la mère d'une enfant décédée en même temps que lui. Il faut aussi découvrir ce que signifie le mot « Louise » qu'il a écrit sur un carnet.
- 1979 - The Smashing Pumpkins
- Out Of My Head - Fastball
- The Freshmen - The Verve Pipe
- Barely Breathing - Duncan Sheik
- P.S. You Rock My World - Eels
- Good Day - Paul Westerberg

### Épisode 24:À jamais Roméo
- États-Unis : 6 mai 2007

- États-Unis : 13,70 millions de téléspectateurs[41] (première diffusion)

- Cooper Thornton (Adam Jacobi)
- Cynthia Ettinger (Emily Jacobi)
- Ellen Woglom (Kim Jacobi)
- Connor Merkovich et Keenan Merkovich (Stewart Jacobi)
- Owen Beckman (Rick Lambert)
- Joe Reegan (Ed Marteson)
- Terry Rhoads (Martin Reed)
- Billy Unger (Jeff Reed)
- Roberto 'Sanz' Sanchez (Commandant Swat)
- Bonnie Root (ADA Thomas)

En 2006, un massacre s'est produit chez la famille Jacobi, une famille de l'Ohio qui venait d'emménager. La police soupçonnait Adam, le père d'avoir tiré sur Emily, sa femme, Kim, sa fille et Stewart, son fils et puis s'être suicidé. Emily et Stewart sont morts mais Kim a survécu à ses blessures sauf qu'elle est tombée dans le coma. Aujourd'hui, elle vient de se réveiller sauf qu'elle dit que son père n'est pas le meurtrier mais que c'est un certain Roméo.
- Speed of Sound - Coldplay
- Chasing Cars - Snow Patrol
- Brighter Than Sunshine - Aqualung
- Open Your Eyes - Snow Patrol
- Shine On - Jet
- Stolen - Dashboard Confessional